# Elecciones generales de China de 2012-2013
La elección de la XII Asamblea Popular Nacional de China de 2013 se efectuó entre octubre de 2012 a febrero de 2013 y permaneció en sesiones de 2013 a 2018. Se celebraron cinco sesiones plenarias en este período, que se producen en torno a principios de marzo de cada año. Es considerada una elección parlamentaria, sin embargo puede decirse que es una elección general, pues se eligen los tres poderes que enmarca la constitución china.

## Primera sesión plenaria
La primera sesión plenaria se celebró en 2013. Todos los mensajes nacionales superiores son a elección.

## Resultados
| Elección del presidente de la ANP | Elección del presidente de la ANP | Elección del presidente de la ANP | Elección del presidente de la ANP | Elección del secretario de la ANP | Elección del secretario de la ANP | Elección del secretario de la ANP | Elección del secretario de la ANP |
| Candidatos                        | A favor                           | En contra                         | Abstención                        | Candidatos                        | A favor                           | En contra                         | Abstención                        |
| --------------------------------- | --------------------------------- | --------------------------------- | --------------------------------- | --------------------------------- | --------------------------------- | --------------------------------- | --------------------------------- |
| A definir                         |                                   |                                   |                                   | A definir                         |                                   |                                   |                                   |
| Elección del Presidente           | Elección del Presidente           | Elección del Presidente           | Elección del Presidente           | Elección del Vicepresidente       | Elección del Vicepresidente       | Elección del Vicepresidente       | Elección del Vicepresidente       |
| Candidatos                        | A favor                           | En contra                         | Abstención                        | Candidatos                        | A favor                           | En contra                         | Abstención                        |
| A definir                         |                                   |                                   |                                   | A definir                         |                                   |                                   |                                   |
| Elección del Presidente de la CMC | Elección del Presidente de la CMC | Elección del Presidente de la CMC | Elección del Presidente de la CMC | Elección del primer ministro      | Elección del primer ministro      | Elección del primer ministro      | Elección del primer ministro      |
| Candidatos                        | A favor                           | En contra                         | Abstención                        | Candidatos                        | A favor                           | En contra                         | Abstención                        |
| A definir                         |                                   |                                   |                                   | A definir                         |                                   |                                   |                                   |
| Elección del Presidente del STP   | Elección del Presidente del STP   | Elección del Presidente del STP   | Elección del Presidente del STP   | Elección del Fiscal de la SFP     | Elección del Fiscal de la SFP     | Elección del Fiscal de la SFP     | Elección del Fiscal de la SFP     |
| Candidatos                        | A favor                           | En contra                         | Abstención                        | Candidatos                        | A favor                           | En contra                         | Abstención                        |
| A definir                         |                                   |                                   |                                   | A definir                         |                                   |                                   |                                   |